# Museu Leoš Janáček (Brno)
El Museu Leoš Janáček és una exposició a Brno dedicada a la vida i l'obra del compositor Leoš Janáček. El monument, que forma part del Museu Regional de Moràvia, es troba a la casa del jardí de la vil·la Chleborád al carrer Smetanov al barri de Veveří de Brno.

## Exposició

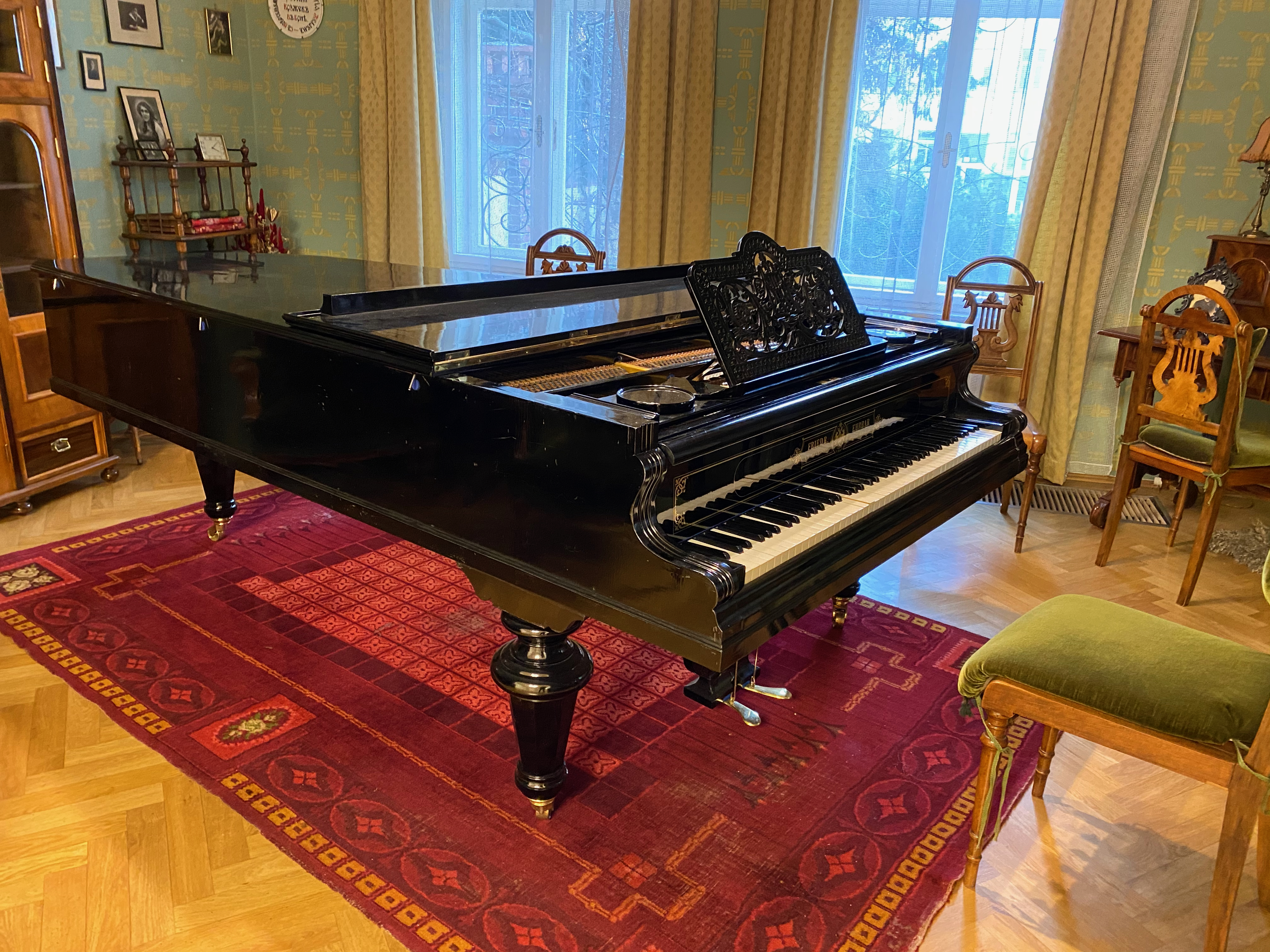
El piano Friedrich Ehrbar

L'exposició es troba en una casa de jardí prop de l'antiga escola d'orgue. Té dues parts.
Una inclou l'estudi original de Janáček amb un piano fet per Friedrich Ehrbar, un fabricant de pianos vienès. El 31 de maig de 2011, l'alcalde de Brno, Roman Onderka, va fer un obsequi personal al Museu Regional de Moràvia: quatre cadires originals amb un motiu de lira tallat de la llar del compositor.
En una altra part de la casa hi ha una exposició moderna sobre l'obra de Janáček. Es poden verue documents, llibres i manuscrits, escoltar mostres de música o veure documentals en vídeo.

## Història
El museu es troba a la casa del jardí on Janáček va viure amb la seva família des de 1910 fins a la seva mort el 1928. Aquí va compondre les seves obres més famoses, inclosa l'obra orquestral Sinfonietta. Quan Janáček va morir el 1928, la seva dona Zdeňka va decidir donar el mobiliari de l'oficina a l'aleshores Museu Estatal de Brno. Zdenka va viure a la casa fins a la seva mort el 1938.

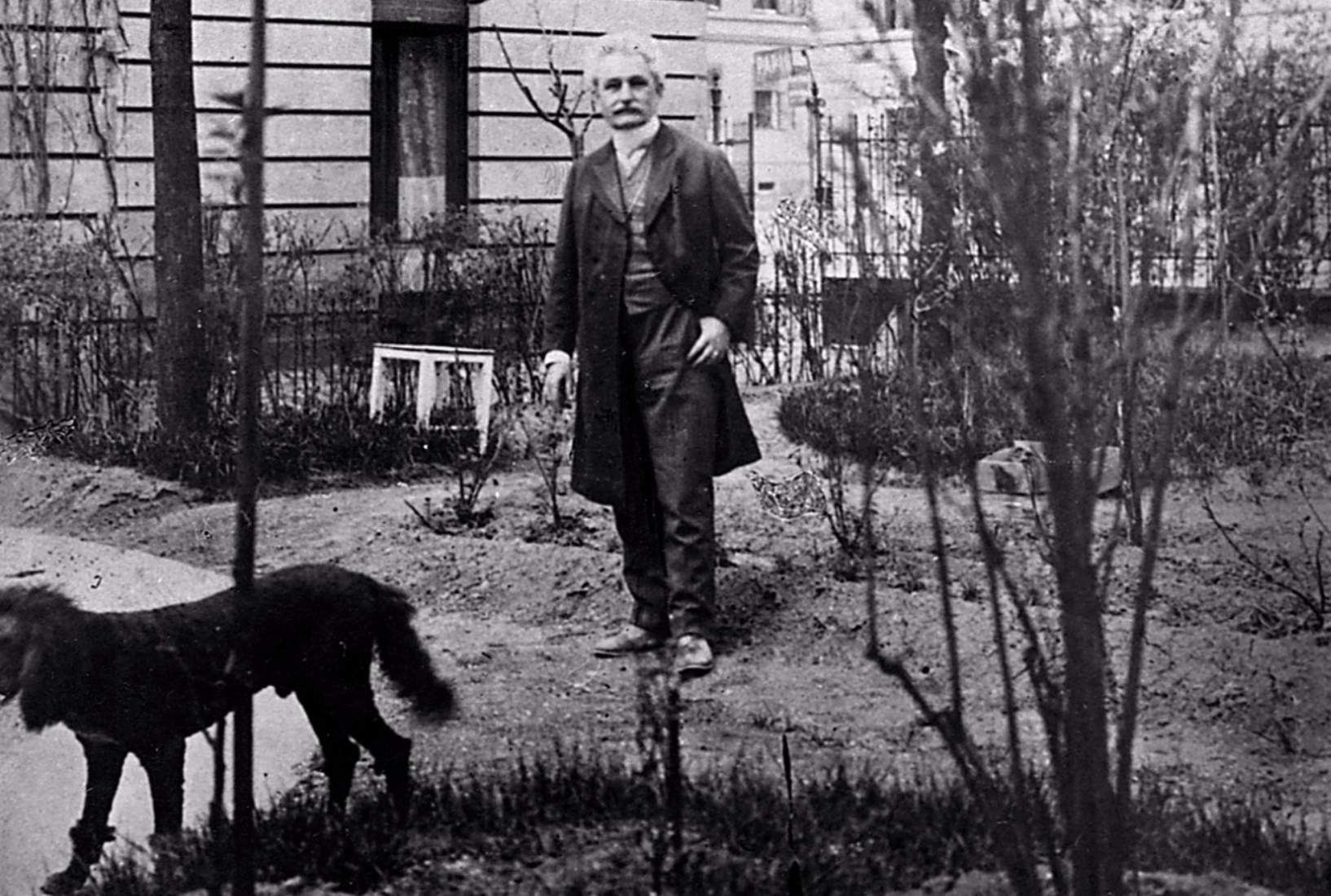
Leoš Janáček al jardí de casa seva (avui el museu) amb el seu gos Čert, al voltant del 1910. Al fons, l'escola d'orgue (ara Arxiu de Leoš Janáček i Departament d'Història de la Música del Museu Regional de Moràvia)

El 1956, es va establir un museu a la casa del jardí. L'edifici de l'antiga escola d'orgue és ara la seu del Departament d'Història de la Música del Museu Regional de Moràvia,
Des de l'estiu de 2002 fins a principis de 2004, el museu va estar tancat per reformes.